# 上海蘇北人
上海蘇北人是指從晚清至中華民國大陸時期以來從蘇北移民至上海的蘇北人及其後裔，第一代移民主要說江淮官話。上海蘇北人一度约占上海总人口的13.7%，20世纪90年代上升到17.3%。他們曾主要在定海桥、三湾一弄、虹镇老街等地聚居。
蘇北移民多半是由於洪水、饑荒或家鄉戰爭而逃難到上海的難民，社會經濟地位十分低下。其中太平天国時期、第二次中日戰爭、苏北几次大水灾（例如1931年江淮大水）是苏北人大量移民上海的高峰期。此外1860、1876、1880、1898、1911、1921、1931、1937、1946年也是蘇北难民來到上海的高潮期。他們來上海後主要從事黃包車夫、碼頭工人、建築工人、拉糞車工、理髮匠、澡堂侍者等非技術性的服務行業。大多數蘇北人居住在上海市區邊緣的貧民窟，並且基本居住在棚屋。來自不同地方的蘇北人，其工作類型也有所不同。揚州人主要從事「三把小刀」（理髮刀、修腳刀和廚刀）職業。來自鹽城和阜寧的移民則主要拉黃包車。由於車夫以蘇北人居多，以至於運載貨物和人的車一度被稱呼為江北車。1913年的統計，當時上海近1萬名的人力車夫，八成至九成都是蘇北人。1930年代中期，人數增加到8萬，蘇北人比例則維持在九成。
上海的商人和中小企業主大多數來自江浙，少部分來自廣東，所以上海的精英集團主要由江南人組成。同時苏南浙北和上海同处吴語地区，吳越人的文化、生活习惯、受教育程度与上海人极为相近，所以蘇南或江南人在上海从事的工作和营生一般是比较体面的。苏南人和浙江宁波、绍兴一带人往往在上海以主人自居。苏北人则不同，他们大都是没有多少文化和技术的农民，而蘇北人又從事低端職業，遭到上海人和其他地域人的歧視。許多江南老闆認為，蘇北人是不合心意、貧窮和沒有文化的工人。當時上海人拒絕與蘇北人通婚。蘇北的主流文化也難以得到認同，淮劇無法在上海普及，甚至幾近消失。大學畢業生害怕分配到蘇北人為主的學校教書。一·二八事变發生後，蘇北人成為日軍的替罪羊。一些報紙刊登文章，提到「江北流氓搶掠閘北人民」。當時上海人普遍認為蘇北人與日本人勾結，並且稱呼一些蘇北人為「江北漢奸」。江北人或蘇北人成為罵人的語言，例如說話粗俗的人被斥為「講江北方言」；未能達到清潔標準的人被譏為「像江北鄉巴佬」，侮辱某人是「蘇北豬玀」。此外蘇北人內部之間也存在歧視。
中華人民共和國建國後，在上海的蘇北人及其後裔大部分被編入上海戶口，成為上海人。改革开放之后，是上海歧视苏北人观念逐步走向消解的时期。随着移民後代不断地繁衍生活，上海江南、苏南人与江北、苏北人逐渐走向了融合，彼此间的不断通婚、生活习俗日益同化，苏北移民的第四、第五代基本上都能說一口流利的上海话或普通话，新的上海人的身份认同重新形成，此外上海苏北人聚居的棚户简屋大量拆迁，例如苏北人集聚的棚户区三湾一弄变成了中远两湾城，新的居民籍貫來自各地。種種變遷几乎彻底消解了各界對上海苏北人的地域歧视。